# Famille Bessières
Pour les articles homonymes, voir Bessières.
La famille Bessières ou Bessières  d'Istrie, est une famille éteinte qui était originaire du Quercy.
Elle appartenait à la noblesse d'Empire. Elle compta parmi ses membres de hauts personnages et obtint un titre de duc en 1809.

## Histoire
Sous le Premier Empire, Jean-Baptiste Bessières, maréchal d'Empire, est fait duc d'Istrie et de l'Empire en 1809.

## Personnalités
- François Bessières (1755-1825), maire de Montauban (1792), général de division, représentant à la Chambre durant la période des Cent-Jours
- Jean-Baptiste Bessières (1768-1813), maréchal d'Empire en 1804, grand aigle de la Légion d'honneur, duc d'Istrie en 1809
- Bertrand Bessières (1773-1865), lieutenant général, baron de l'Empire, commandeur de la Légion d'honneur, chevalier de Saint-Louis
- Julien Bessières (1777-1840), consul général à Venise (1805-1807), commissaire impérial des îles Ioniennes à Corfou (1807-1810), préfet du Gers (1813-1814), puis de l'Aveyron (1814-1815), puis de l'Ariège (1815), député à la Chambre (1827-1830, 1834-1837), membre de la Chambre des pairs (1837-1840)
- Charles-Pierre Bessières (1792-1852), chef de bataillon, député à la Chambre (1837-1839, 1842), officier de la Légion d'honneur
- Napoléon Bessières (1802-1866), pair de France (1815-1848), duc d'Istrie, officier de la Légion d'honneur

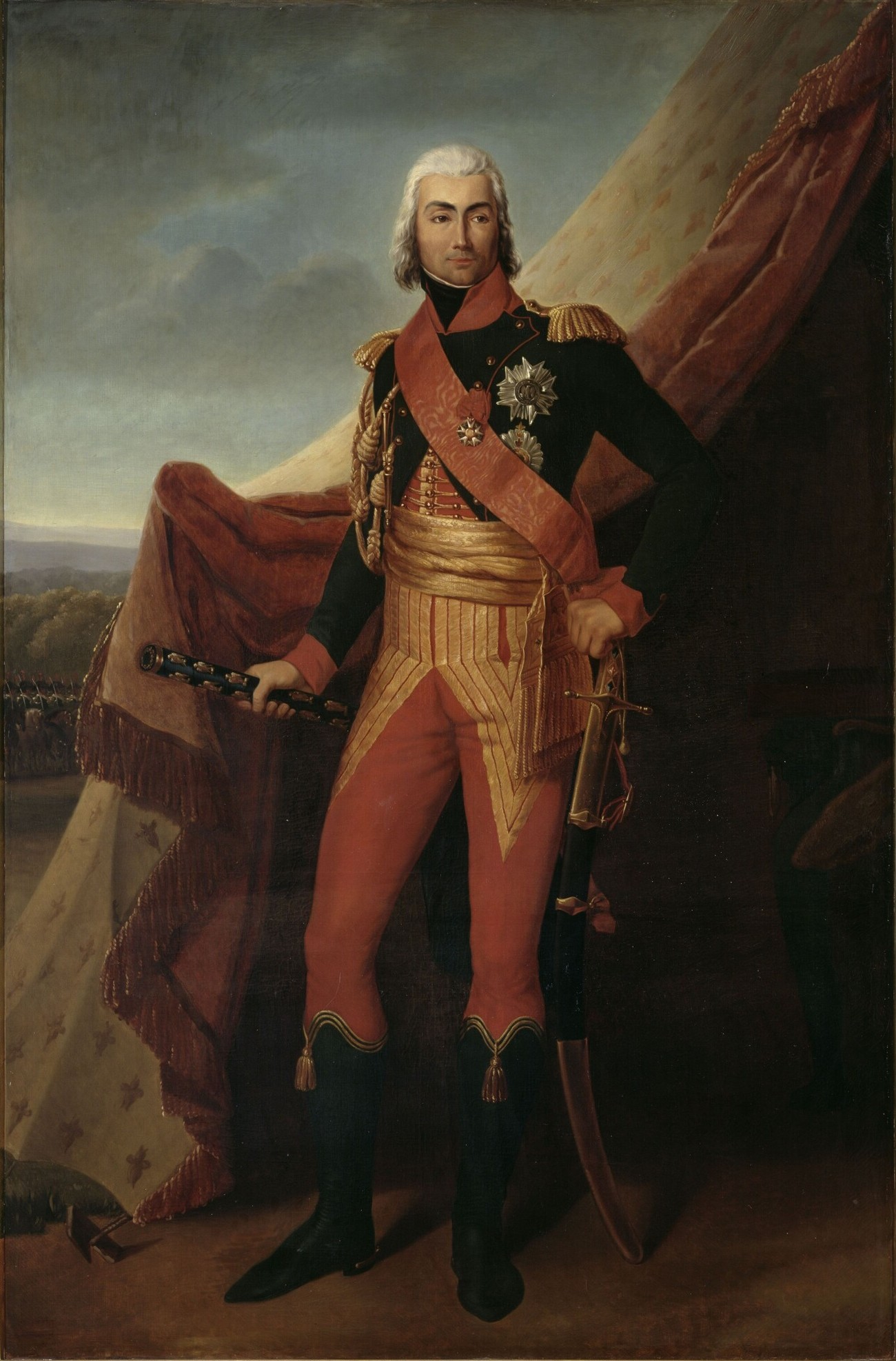
Jean-Baptiste Bessières (1768-1813)
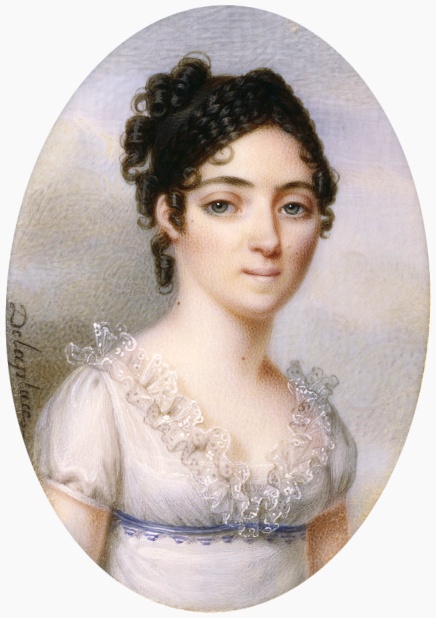
La maréchale Bessières
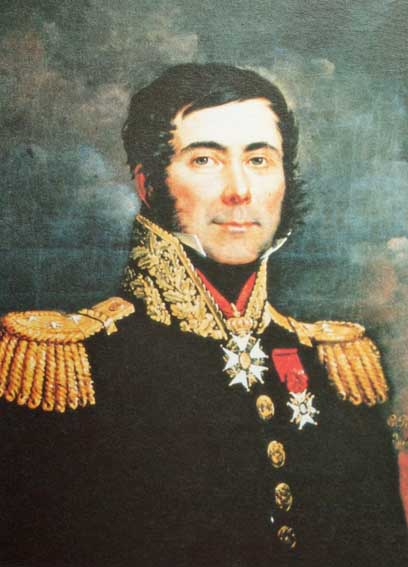
Bertrand Bessières (1773-1865)
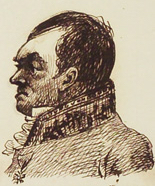
Julien Bessières (1777-1840)
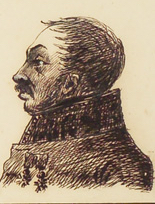
Napoléon Bessières (1802-1866)

## Demeures

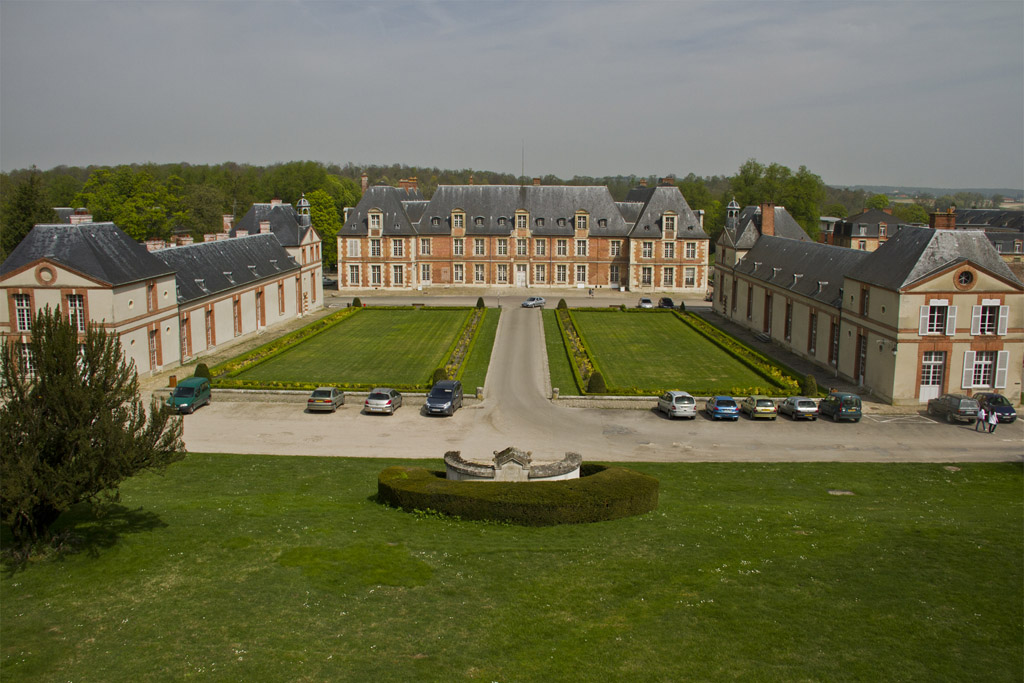
Château de Grignon
- Château de Neuilly

- Château de Grignon